# Landesverband für Obstbau, Garten und Landschaft Baden-Württemberg

Das Apfelbäumchen, Logo des LOGL

Der Landesverband für Obstbau, Garten und Landschaft Baden-Württemberg e.V. (LOGL) ist ein Verband von Obst- und Gartenbauvereinen mit Sitz in Stuttgart. Ihm gehören derzeit (Stand: März 2012) in 57 Bezirks- und Kreisverbänden mit 918 Ortsvereinen über 101.000 Mitglieder an. Auch vier Jugendgruppen werden betreut.

## Geschichte
1880 wurde der Württembergische Obstbauverein und 1893 der Badische Landesobstbauverein gegründet. 1881 brachte der Württembergische Obstbauverein mit der Zeitschrift Der Obstbau seine eigene Monatszeitschrift heraus, die bis zum April 1943 erschien. 1946 nahm der Württembergische Landesobstbauverein seine Arbeit wieder auf. Seit dem 1. Dezember 1946 erschien mit der Zeitschrift Obst- und Gartenbau das neue Verbandsorgan im Verlag Eugen Ulmer. Zum 1. Dezember 1949 wurde das Erscheinen der Zeitschrift Obst- und Gartenbau wieder eingestellt und es erschien ab dem 1. Januar 1950 mit Der Obstbau wieder das alte Verbandsorgan mit dem Württembergischen Landesobstbauverein als alleinigem Herausgeber, aber weiterhin im Verlag Eugen Ulmer. 
Zum 1. Januar 1968 schlossen sich der Württembergische Landesobstbauverband und der Badische Landesobstbauverband zum Landesobstbauverband Baden-Württemberg zusammen. Das neue Verbandsorgan wurde die Zeitschrift Obst & Garten, die im C. F. Müller Verlag und im Verlag Eugen Ulmer gedruckt wurde. Auf der Mitgliederversammlung am 18. September 1971 wurde eine neue Satzung beschlossen, welche die Aufgaben des Verbandes vom Obstbau auf Gartenbau und Landschaftspflege erweiterte, wodurch ihm der heutige Namen gegeben wurde.
Seit dem 1. Oktober 1993 ist Rolf Heinzelmann Geschäftsführer.

## Kompetenzzentren
Seit 2016 richtet der LOGL mit Unterstützung der Akademie für Natur- und Umweltschutz Baden-Württemberg Kompetenzzentren (Eigenschreibweise: CompetenzCentren für Obst & Garten, CCOG) ein. Damit soll ein landesweites Bildungsnetzwerk aufgebaut werden. Mit den Kompetenzzentren soll den Mitgliedern eine Unterstützung ihrer Aufgaben geboten und die Wertschätzung ihrer geleisteten Arbeit im öffentlichen Bewusstsein gesteigert werden. Die Kompetenzzentren fungieren als Außenstellen des LOGL und als Multiplikationszentren. Als strategische Punkte sind sie über ganz Baden-Württemberg verteilt; häufig befinden sie sich in nächster Nähe zu den Schulungsgebäuden und Lehrgärten der örtlichen Obst- und Gartenbauvereine. Auch sollen sie fachliche Ansprechpartner für die Öffentlichkeit bieten.
Bislang (Stand: April 2022) wurden folgende Kompetenzzentren eröffnet:
- CCOG Biberach (eröffnet 2019)
- CCOG Emmendingen (eröffnet 2018)
- CCOG Eppingen (eröffnet 2016)
- CCOG Kiebingen (eröffnet 2017)
- CCOG Mühlacker (eröffnet 2016)
- CCOG Neuhausen ob Eck (eröffnet 2017)
- CCOG Schwäbisch Gmünd (eröffnet 2018)

Es ist geplant, am Standort Weil der Stadt ein weiteres Kompetenzzentrum zu errichten.

## Aus- und Weiterbildungen

### LOGL-geprüfter Obst- und Gartenfachwart
Seit 1998 gibt es die vom LOGL initiierte landeseinheitliche Ausbildung zum Fachwart für Obst und Garten, die meist von den Kreisverbänden der Obst- und Gartenbauvereine zusammen mit den Landratsämtern durchgeführt wird. Der LOGL ist Träger dieser Ausbildung. Im Jahre 2010 wurde der Name geändert in LOGL-geprüfter Obst- und Gartenfachwart.

### LOGL-geprüfter Obstbaumpfleger
Aufbauend auf die Ausbildung zum LOGL-geprüften Obst- und Gartenfachwart bietet der LOGL seit 2008 eine Zusatzqualifikation LOGL-geprüfter Obstbaumpfleger an.